# Allsvenskan i handboll för herrar 1977/1978
Allsvenskan i handboll 1977/1978 vanns av Ystads IF, men HK Drott vann SM-slutspelet och blev svenska mästare. Lag 1-4 gick till SM-slutspel. Lag 9-10 fick spela nerflyttningskval, medan lag 11-12 flyttades ner till Division II.

## Slutställning
| Nr | Lag              | S  | V  | O | F  | GM  | IM  | MS  | P  |
| -- | ---------------- | -- | -- | - | -- | --- | --- | --- | -- |
| 1  | Ystads IF        | 22 | 15 | 2 | 5  | 476 | 425 | +51 | 32 |
| 2  | Lugi HF          | 22 | 15 | 1 | 6  | 482 | 437 | +45 | 31 |
| 3  | HK Drott         | 22 | 14 | 2 | 6  | 547 | 490 | +57 | 30 |
| 4  | IK Heim          | 22 | 12 | 2 | 8  | 524 | 483 | +41 | 26 |
| 5  | Vikingarnas IF   | 22 | 11 | 4 | 7  | 512 | 480 | +32 | 26 |
| 6  | IF Guif          | 22 | 11 | 2 | 9  | 497 | 442 | +55 | 24 |
| 7  | SoIK Hellas (RM) | 22 | 10 | 3 | 9  | 423 | 452 | −29 | 23 |
| 8  | IFK Kristianstad | 22 | 7  | 4 | 11 | 431 | 459 | −28 | 18 |
| 9  | AIK (U)          | 22 | 7  | 3 | 12 | 437 | 493 | −56 | 17 |
| 10 | HF Olympia (U)   | 22 | 7  | 2 | 13 | 430 | 455 | −25 | 16 |
| 11 | IFK Lidingö      | 22 | 7  | 2 | 13 | 492 | 530 | −38 | 16 |
| 12 | IF Saab          | 22 | 1  | 3 | 18 | 457 | 532 | −75 | 5  |

## SM-slutspel

### Semifinaler
- ? 1978: HK Drott-IK Heim 23-22, 29-21 (HK Drott vidare)
- ? 1978: LUGI-Ystads IF 16-14, 17-16 (LUGI vidare)

### Finaler
- ? 1978: HK Drott-LUGI 19-18, 23-18 (HK Drott svenska mästare)

## Skytteligan
|   | Spelare          | Lag         | Antal mål |
| - | ---------------- | ----------- | --------- |
| 1 | Bertil Söderberg | IFK Lidingö | 189       |
| 2 | Basti Rasmussen  | Ystads IF   | 151       |
| 3 | Mats-Ola Jansson | IF Guif     | 129       |
| 4 | Björn Andersson  | IF Saab     | 128       |
| 4 | Agust Svavarson  | HK Drott    | 128       |

- Källa: [1]